# Byttneria angulata
Byttneria angulata är en malvaväxtart som beskrevs av Justus Carl Hasskarl. Byttneria angulata ingår i släktet Byttneria och familjen malvaväxter. Inga underarter finns listade i Catalogue of Life.